# Лубченко, Андрей Фёдорович
Андрей Фёдорович Лубченко (1921—1977) — советский физик-теоретик, доктор физико-математических наук. Лауреат Ленинской премии.
Окончил Львовский университет (1951). Работал в Институте теоретической физики АН УССР, с 1958 старший научный сотрудник.
Кандидат физико-математических наук (1954), доктор физико-математических наук (1964), профессор.
В 1966 г. за теоретические исследования экситонов в кристаллах А. С. Давыдов и А. Ф. Лубченко удостоены Ленинской премии.

## Публикации
Автор книги: Квантовые переходы в примесных центрах твердых тел / А. Ф. Лубченко . — Киев : Наук. думка, 1978 . — 294 с. : ил. + Список лит.: с. 282—292 (231 назв.). — (АН УССР, Ин-т ядер.исслед.).